# Яким-Груєво
Я́ким-Груєво (болг. Яким Груево) — село в Разградській області Болгарії. Входить до складу общини Ісперих.

## Населення
За даними перепису населення 2011 року у селі проживали 315 осіб.
Національний склад населення села:
| Національність   | Кількість осіб | Відсоток |
| ---------------- | -------------- | -------- |
| турки            | 297            | 95,8%    |
| цигани           | 9              | 2,9%     |
| болгари          | 4              | 1,3%     |
| інша             | 0              | 0%       |
| не визначились   | 0              | 0%       |
| Всього відповіли | 310            |          |

Розподіл населення за віком у 2011 році:
Динаміка населення: